# Pelagius van Albano
Pelagius (ook wel Pelagus genoemd, † 1230) was kardinaal en bisschop van Albano. In 1213 werd hij door paus Innocentius III naar Constantinopel gestuurd als onderhandelaar, en om daar de orthodoxe christen over te halen de paus te erkennen. In 1219 werd hij door paus Honorius III als pauselijk legaat naar Damiate gestuurd, om daar de leiding over te nemen van de legers die daar deelnamen aan de Vijfde Kruistocht. Na het debacle van de Vierde Kruistocht had de paus namelijk besloten dat een kruistocht weliswaar door ridders moest worden uitgevoerd, maar door de kerk moest worden geleid. Pelagius werd bij het overnemen van de leiding geholpen, door een pas gevonden boekje waar voorspellingen in zouden staan. Volgens Pelagius, die als een van de weinige het in Arabisch geschreven boekje kon lezen, stond in het boekje dat de overwinning alleen zou komen, als de kerk de leiding over het leger had. Op 5 november 1219 viel de stad in handen van de kruisvaarders. De Egyptische sultan Al-Kamil stelde daarop voor om Damiate te ruilen voor Jeruzalem. De meeste kruisridders waren ingenomen met dit voorstel, maar Pelagius weigerde. Niet door onderhandelingen maar door strijd moest Jeruzalem worden ingenomen.
Pelagius trok met een deel van het leger verder Egypte in richting Caïro, maar zij werden verrast door de jaarlijkse overstroming van de Nijl. Hun legerplaats veranderde in een eiland en Pelagius liet zijn leger in de steek door te vluchten in een boot. Het achtergebleven leger moest het pas veroverde Damiate opgeven in ruil voor een vrije aftocht. Ontgoocheld keerden ze terug naar huis.
- Gemeinsame Normdatei: 118790196
- Library of Congress Control Number: n2022023330
- Nationale Bibliotheek van Israël: 987007420923905171
- Système universitaire de documentation: 150848803
- Virtual International Authority File: 215215625